# HD 219134 b
HD 219134 b（或HR 8832 b）是環繞仙后座主序星HD 219134的其中一顆太陽系外行星。2015年7月天文學家確認HD 219134 b是一顆半徑約地球1.6倍的超級地球，並且密度為6 g/cm3，因此天文學家報告該行星是太陽系外距離地球最近的類地行星，距離地球約21.25光年。

## 發現方式
HD 219134 b最初是由義大利的伽利略國家望遠鏡裝設的北方高精度徑向速度行星搜索器以徑向速度法發現；稍後史匹哲太空望遠鏡在該行星通過母恆星盤面與地球之間時也以凌日法觀測到它。該行星的質量大約是地球的4.5倍，公轉周期約3日。

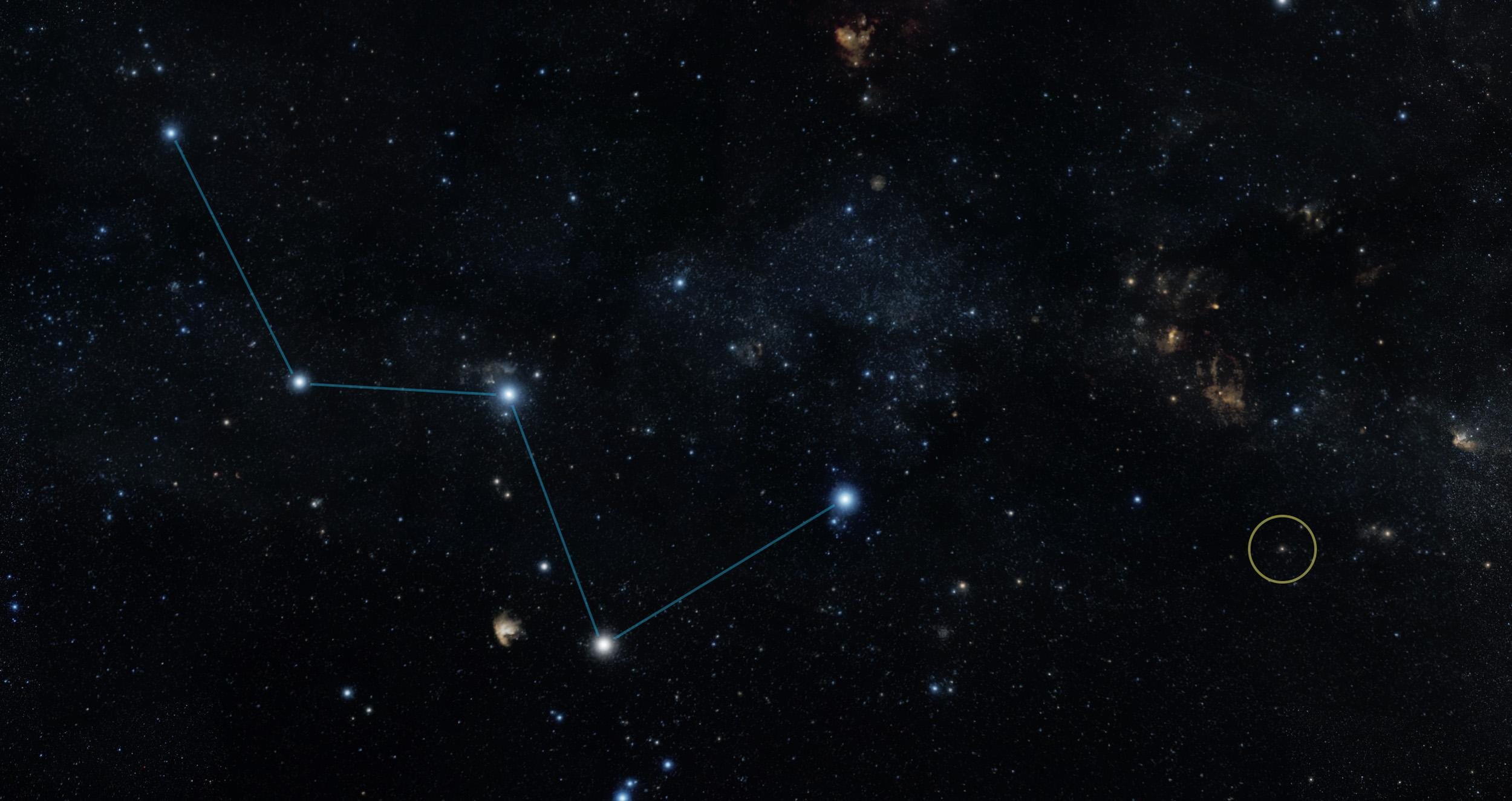
黃色圓圈是母恆星HD 219134在天球上的位置，左方W型恆星連線為仙后座的主要恆星。

## 外部連結
- Cassiopeia Constellation at Constellation Guide （页面存档备份，存于）
- The Deep Photographic Guide to the Constellations: Cassiopeia （页面存档备份，存于）